# Beatrice M. Hinkle
Pour les articles homonymes, voir Hinkle.
Beatrice Moses Hinkle, née le 10 octobre 1874 à San Francisco (Californie) et morte le 28 février 1953, est une féministe, psychanalyste, écrivain et traductrice américaine.